# Papaja
Papaja (znanstveno ime Carica papaya) je sladek, aromatičen južni sadež, ki na prvi pogled spominja na melono. Njeno ime izhaja iz karibske besede apapai. Začeli so jo gojiti v Mehiki, dandanes pa se pojavlja predvsem v tropskem in subtropskem pasu. Španski osvajalci so zaslužni, da so papajo spoznali tudi drugod po svetu, saj so jo že v 16. stoletju odpeljali na Filipine, od koder se je razširila po Aziji.

## Značilnosti
Sodi v družino papajevk. Te rastejo v tropskih predelih Amerike, vse pa so pravzaprav olesenela zelišča z deblom brez vej. Za rast potrebuje posebne klimatske razmere, saj ima papaja rada toplo in vlažno podnebje. Vso leto mora imeti zadostno količino vlage, na rast sadežev pa lahko vpliva že lažja zmrzal. Papaja ima odlično lastnost, da raste in zori preko celega leta, zato lahko v državah ob ekvatorju njene plodove obirajo vse leto. Rastlina zraste zelo hitro, tudi do 10 metrov visoko.

## Dežele pridelave
Brazilija, Mehika, Jamajka, Kostarika, Gana, Slonokoščena obala ,...

## Uporaba
Papaja je lahko okrogle, jajčaste, podolgovate ali hruškaste oblike s tanko, usnjato, rumenkasto-zeleno lupino. Rumeno, oranžno ali rožnato rdeče sadno meso je sladko kot melona in zelo sočno za uživanje. Tudi peške v notranjosti so užitne, vendar za Evropejce bolj nenavadnega okusa. Peške se uporabljajo tudi kot začimba, v večjih količinah pa imajo odvajalni učinek. Papaja je osvežujoč obrok, jemo jo lahko za zajtrk, kot predjed ali za sladico. Ponudimo jo lahko tudi v solati, v ribjih ali mesnih jedeh, zanimiv okus pa nudi papaja tudi v mlečnem napitku.
Papaja vsebuje veliko provitamina A ter vitaminov B5 in C. Vsebuje tudi encim papain, ki beljakovine razgrajuje v aminokisline, sodeluje pri nastajanju prebavnih encimov, izboljšuje beljakovinske razmere v celicah, zdravi bolezni pomanjkanja beljakovin ter krepi srce in ožilje. Vitamini v papaji pa krepijo tudi imunski sistem. Meso eksotičnega sadeža papaje lahko pomaga zmanjšati tudi videz gub.
Papaje vsebujejo snov, ki lahko pri ljudeh, alergičnih na lateks, sprožijo alergično reakcijo, prav zato je treba pri uživanju le te biti previden.